# Giovanni da Murta
Giovanni da Murta (Murta, date inconnue – Gênes, le 6 janvier 1350) est le deuxième doge de la république de Gênes après la démission de Simone Boccanegra, le 25 décembre 1345. Son dogat est caractérisé par ses tentatives de briser le cercle de la violence politique qui a paralysé la ville depuis un siècle et à réaffirmer la domination Génoise sur les colonies méditerranéennes.
Son mandat va du 25 décembre 1345 au 6 janvier 1350.

## Biographie
La date de naissance de Giovanni da Murta reste inconnue, on présume qu'il est né dans les premières années du XIVe siècle  dans le village de Murta, dans le Val Polcevera, aujourd'hui l'un des arrondissements de la ville de Gênes. Il est issu d'une riche famille roturière, mais sa mère provenait de la puissante famille patricienne Usodimare.
Devenu banquier, après son accession à la charge de doge, il réussit à pacifier la ville déchirée par le conflit entre les différentes familles aristocratiques locales et a empêche le clan Grimaldi de s'emparer de la ville en affrétant une flotte de plus de deux douzaines de galères armées privées sous le commandement de l'amiral Simone Vignoso.
Les Grimaldi évitent les galères de la république de Gênes et se réfugient à Marseille.
Ainsi le Doge peut envoyer la flotte en appui de l'île de Chios, colonie génoise, assiégée par Djanibeg, khan de la Horde d'or.
Le 20 septembre 1346, la flotte a également réussi à reconquérir la ville de Phocée, importante pour ses mines d'alun
À son retour, l'amiral Vignoso n'a pas reçu la très grosse somme d'argent qui lui a été initialement promis comme pour le paiement de ses galères. En contrepartie Giovanni da Murta confie à Simone Vignoso et à ses associés le poste de « gouverneur de Chios », leur accordant les revenus fiscaux de l'île pour vingt ans. Ce groupe d'investisseurs est connu sous l'appellation de la « Maona de Chios ».
Giovanni da Murta a aussi essayé de reprendre le contrôle de la Corse. Au début de son dogat seule la Citadelle de Bonifacio est restée dans le giron génois, le reste de la colonie étant indépendante de fait grâce à l'appui du Royaume d'Aragon et de la flotte vénitienne. Le Doge confie à son fils, Tommaso la mission de reconquête de l'île. Cette expédition marque la fin de l'anarchie féodale en Corse et le début d'une présence plus affirmée des génois sur l'île.
Pour financer les opérations militaires en Corse, le 27 décembre 1347 la république de Gênes fait un emprunt à 20 %  auprès d'une association de créanciers connus sous le nom de « Compera nuova acquisitionis Corsicæ ».
Sur le front diplomatique, Giovanni da Murta tente d'apaiser la tension entre Gênes et Venise, qui a perçu l'attaque génoise de Pera à Constantinople comme une menace pour sa domination dans le Levant en proposant une croisade commune contre les Ottomans, mais l'offre est rejeté par les Vénitiens.

### La peste
L’épidémie de la peste noire s'est produite au cours du mandat de Giovanni da Murta. Gênes a été l'une des premières villes européennes touchées par la pandémie, car c'est un bateau génois en provenance de Kaffa, en Crimée, assiégée par les Mongols qui a propagé la maladie à travers la Méditerranée. De novembre 1347 à 1351, la peste a tué de 30 à 40 % de la population de la ville et le Doge a été parmi les victimes
Giovanni da Murta meurt le 6 janvier 1350 et est enterré dans la cathédrale de San Lorenzo. Son successeur, Giovanni da Valente est élu trois jours plus tard dans un climat de tension entre « popolani » et aristocrates.
Contrairement à la plupart des autres doges de l'histoire de Gênes, Giovanni da Murta a laissé une excellente image de son dogat et l a même été qualifié comme un « amoureux du bien commun » par un historien moderne.

## Crédit d'auteurs
- (en) Cet article est partiellement ou en totalité issu de l’article de Wikipédia en anglais intitulé « Giovanni I di Murta » (voir la liste des auteurs).